# مهمانسرا (فیلم)
مهمانسرا (لهستانی: Austeria) فیلمی لهستانی به کارگردانی یژی کاوالروویچ است که در سال ۱۹۸۳ منتشر شد.
وقایع فیلم در روزهای اول جنگ جهانی اول در استان گالیسیا پادشاهی اتریش-مجارستان روی می‌دهد. «تاگ» (با بازی فرانچیشک پیچکا) یک مسافرخانه‌چی یهودی است که مهمانسرایش در نزدیکی مرز امپراتوری روسیه واقع شده‌است. جنگ جهانی شروع شده و غیرنظامیان محلی در حال فرار از پیشروی ارتش روسیه هستند. تعدادی از پناهندگان شب‌هنگام در مسافرخانه «تاگ» پناه می‌گیرند. از سوی دیگر، گروهی از یهودیان حسیدی از روستای مجاور به مهمانسرا می‌آیند و به دنبال آن‌ها، یک بارونس اتریشی و یک سرباز سواره‌نظام مجار که از واحد ارتش خود جدا افتاده سر می‌رسند.

## گزیدهٔ بازیگران
- فرانچیشک پیچکا
- وویچیخ پشونیاک
- لیلیانا کوموروفسکا
- شیمون شورمیئی
- ادوارد ژنتارا
- رناتا برگر
- گوئودا تنسر
- اِتل شیتس